# Rederij De Vriendschap
Rederij De Vriendschap is een Nederlandse rederij die ieder hoogseizoen de veerdienst tussen de Waddeneilanden Texel en Vlieland verzorgt. Het is de tweede veerdienst die vaart vanaf Texel, naast de veerdienst tussen Den Helder en Texel die wordt uitgevoerd door TESO.
De afvaart is vanaf paal 33 nabij het dorpje De Cocksdorp op Texel. De reis duurt ongeveer 30 minuten en bij aankomst op Vlieland stapt men op de Vliehorsexpres. De Vliehorsexpres is een omgebouwde vrachtwagen die de passagiers naar het Posthuys brengt. Vanaf het Posthuys vertrekt er een buslijn en er worden ook fietsen verhuurd.